# Brezno
Pour les articles homonymes, voir Březno.
Brezno (en allemand Bries[en], en hongrois Breznóbánya, en slovaque de 1927 à 1948 Brezno nad Hronom) est une ville de la région de Banská Bystrica, en Slovaquie, sur les rives du Hron.

## Population
| Année:               | 1994.  | 2004.   | 2014.   | 2024.   |
| -------------------- | ------ | ------- | ------- | ------- |
| Nombre de personnes: | 22 981 | 22 417  | 21 331  | 19 671  |
| Différence:          |        | -2,45 % | -4,84 % | -7,78 % |

| Année:               | 2023.  | 2024.   |
| -------------------- | ------ | ------- |
| Nombre de personnes: | 19 790 | 19 671  |
| Différence:          |        | -0,60 % |

| Année | Population | Source      |
| ----- | ---------- | ----------- |
| 1991  | 22 400     | recensement |
| 2001  | 22 875     | recensement |
| 2006  | 23 102     | estimation  |

## Le jumelage deMeudonavec la ville de Brezno
Meudon et Brezno entretiennent depuis les années 1990 des relations régulières. L'initiative en revient à des enseignants du lycée professionnel « Les Côtes de Villebon » qui, depuis 1991, procèdent très régulièrement à des échanges avec des établissements scolaires de la ville de Brezno. Celle-ci est ainsi devenue un partenaire privilégié de la commune. Le 27 octobre 1997, eut lieu la signature officielle d'un accord de coopération et d'amitié entre les deux villes, qui a ensuite débouché sur un jumelage officiel.
Cet accord a été complété solennellement le 4 mai 1999 par un serment de jumelage signé par Hervé Marseille, maire de Meudon et Vladimir Fasko, maire de Brezno. À l'issue de la signature du serment de jumelage, une cérémonie militaire a eu lieu sur la Terrasse de l'Observatoire de Meudon. Au cours de cette cérémonie, une sculpture offerte par la ville de Brezno et représentant le général Milan Rastislav Štefánik, un des fondateurs de l'indépendance tchécoslovaque, a été dévoilée.

## Personnalités liées à Brezno

### Naissance
- Ivan Bella, cosmonaute
- Pavol Habera, chanteur
- Ottó Herman, ornithologiste
- Jozef Karika, écrivain
- Karol Kuzmány, écrivain
- Adriana Karembeu, mannequin
- Dušan Švantner, homme politique

### Décès
- Ján Chalupka écrivain
- Martin Rázus, écrivain

## Pages liées
- Plateau de Muráň